# Luigi Brentani
Luigi Brentani (Lugano, 2 gennaio 1892 – Lugano, 14 luglio 1962) è stato un avvocato e storico svizzero-italiano.

## Biografia
Nato da Giuseppe e di Anna Baggenstoss, compì i primi studi a Lugano, frequentò il Technicum di Friburgo, in seguito si iscrisse alla facoltà di diritto all'Università di Friburgo laureandosi nel 1912. Tornato nella sua città natale, per un breve periodo esercitò l'attività forense, a cui fece seguito l'attività di insegnamento dedicandosi al contempo alla ricerca storica.

## Pubblicazioni
- La scuola pubblica a Bellinzona dalla fine del 1300 alla metà del 1500, Tipografia Mazzuconi, Lugano 1916,
- La partecipazione delle scuole di disegno del Cantone Ticino all'esposizione nazionale di Berna, Dipartimento della pubblica Educazione, Bellinzona 1916,
- La storia artistica della Collegiata di Bellinzona, Tipografia Luganese Sanvito, Lugano 1916,
- Lugano e il Ceresio. Monografie Regionali Ticinesi. Numero I, Tipografia Mazzuconi, Lugano 1917, con cui intese far conoscere non tanto le bellezze naturali della regione, quanto tutto ciò che di notevole esiste dal punto di vista dei monumenti storici,
- Le vie della vita. Libro di lettura per le scuole elementari superiori, maggiori, tecniche inferiori e professionali in genere. Riccamente illustrato e annotato, libro di lettura per le scuole, 2 volumi, Tipolitografia cantonale, Bellinzona 1918,
- Visioni. Illustrazioni originale di Ettore Burzi, Giuseppe Poretti, Luigi Rossi, Augusto Sartori[1], Enea Tallone, Luigi Vassalli[2], tipografia Tessin-Touriste, Lugano 1919,
- Le vie della vita. Libro di lettura per il corso popolare della scuola elementare e per le scuole festive, serali e professionali in genere, Paravia, Torino 1921,
- La scelta della professione, Tipografia Grassi, Bellinzona 1923.